# L'Empire des rats
L'Empire des rats (titre original : Domain) est un roman britannique écrit en 1984 par James Herbert. Il fait suite à deux romans, Les Rats et Le Repaire des rats écrits par le même auteur en 1974 et 1979.

## Les personnages
- Miriam : Londonienne tuée par l'attaque atomique.

- Howard : garagiste londonien tué par l'attaque atomique.

- Jeanette : Londonienne tuée par l'attaque atomique.

- John Magapone : agent de police écrasé par une foule paniquée dans le métro lors de l'attaque atomique.

- Eric Stanmore : Londonien tué par l'attaque atomique.

- Alex Dealey : fonctionnaire londonien responsable de l'abri nucléaire de Kingsway. Culver lui sauve plusieurs fois la vie.

- Steve Culver : pilote d'hélicoptère. Il peut se réfugier dans l'abri gouvernemental de Kingsway grâce à Alex Dealey. Par la suite, son courage et son sang-froid aide ses compagnons plusieurs fois.

- Kate Garner : Londonienne sauvée des rats par Steve Culver dans le métro de Londres. Par la suite, elle peut se réfugier dans l'abri nucléaire de Kingsway.

- Clare Reynolds : médecin dans l'abri nucléaire de Kingsway. Tuée lors de l'attaque des rats dans l'abri.

- Howard Farraday : ingénieur en chef de la ligne téléphonique de Kingsway. Directeur de l'abri nucléaire de Kingsway. Meurt noyé lorsque l'abri est envahi par les eaux.

- Alistair Bryce : responsable supérieur de la sécurité civile à Kingsway. En mission de reconnaissance avec Culver, il est attaqué et mordu par un chien sauvage. Meurt noyé lorsque l'abri est envahi par les eaux.

- Bob McEwen : officier du Royal Observer Corps. Envoyé en reconnaissance avec Culver, il est emporté par le courant dans les couloirs du métro.

- Sheila Kennedy : officier du Royal Observer Corps.

- Ian Klimpton : lui et sa famille parviennent à réchapper de l'attaque nucléaire grâce à un abri qu'il s'est construit en dessous de sa maison. Attaqué et tué par les rats.

- Sharon Cole : elle s'est réfugiées dans cinéma souterrain pour échapper à l'attaque nucléaire. Attaquée et tuée par les rats.

- Fairbank : ingénieur réfugié dans l'abri antinucléaire de Kingsway. Devient le meilleur ami de Culver. Tué par les rats.

- Strachan : ingénieur réfugié dans l'abri antinucléaire de Kingsway. Organise un « coup d'État » contre l'autorité de Dealey. Tué par les rats.

- Maurice Joseph Kelp : il s'est bâti un abri antinucléaire dans sa cour mais sa maison s'écroule dessus à la suite de l'attaque atomique. Il y meurt prisonnier.

- Ellison : ingénieur réfugié dans l'abri nucléaire de Kingsway. Tué par les rats.

- Jackson : ingénieur réfugié dans l'abri nucléaire de Kingsway. Tué lors de l'attaque d'un gang ayant échappé à l'attaque nucléaire.

- Dene : ingénieur réfugié dans l'abri nucléaire de Kingsway. Tué lors de l'attaque d'un gang ayant échappé à l'attaque nucléaire.

- Royston : chef d'un gang ayant échappé à l'attaque nucléaire. Tué par Culver.

## Résumé
Londres subit une attaque nucléaire. Un pilote d'hélicoptère, Steve Culver, est alors en visite dans le centre de la ville. Il aide un fonctionnaire gouvernemental, Alex Dealey, devenu momentanément aveugle à la suite de l'éclair, à se diriger vers un abri anti-nucléaire dont l'une des entrées se trouve dans l'un des tunnels du métro. Ils pénètrent dans la station de Chancery Lane, mais rendus dans les couloirs souterrains, ils sont attaqués par des rats mutants géants. Au moment de périr à cause d'un incendie, la porte de l'abri s'ouvre et ils peuvent entrer, eux et une jeune Londonienne du nom de Kate Garner. 
Dans les jours qui suivent, Culver est prisonnier dans l'abri (qui porte le nom de Kingsway) avec les fonctionnaires qui s'y sont réfugiés. Dehors, l'air est irradié et personne ne peut sortir. De plus, il y a la menace latente des rats. On ne peut non plus communiquer avec l'extérieur, les réseaux de communication ne fonctionnant plus.
Un mois passe. On décide d'envoyer Culver et trois autres personnes (Bryce, McEwen et Fairbank) en reconnaissance à la surface. Ceux-ci s'aperçoivent que toutes les personnes qui s'étaient réfugiées dans la station ont été tuées par les rats. À l'extérieur, tout n'est qu'amoncellements et débris. Entrés dans un magasin, ils tombent sur des gens atteints par la radio-activité mais il est impossible de les aider. En revenant, Bryce, l'un des compagnons de Culver, est attaqué par un chien enragé, et un autre, McEwen, est emporté par le courant dans le couloir du métro. Ils parviennent non sans mal à retourner dans l'abri. 
Le lendemain de leur retour, l'abri est inondé par l'eau du puits artésien qui a monté. Les rats en profitent pour envahir le lieu. La plupart des habitants meurent noyés ou tués par les rats. Culver et un nombre limité de personnes parviennent à s'en tirer en empruntant le puits principal de ventilation. Le groupe surgit à l'air libre suivi par les rats qui ont dévoré ceux qui n'ont pu les suivre. Il n' y a que quelques survivants: Culver, Kate Garner, Dealey, Fairbank, Ellison., Jackson et Dene. 
Ils trouvent refuge dans le jardin Lincoln's Inn à proximité de l'abri. Pendant la nuit, ils sont attaqués par un gang ayant échappé à l'attaque nucléaire. Dene et Jackson sont tués mais les autres parviennent à se sauver. Ils se dirigent vers l'Embankment où, selon Dealey, se trouve l'abri gouvernemental. Lorsqu'ils y arrivent, celui-ci est entièrement recouvert de décombres et il est impossible d'y pénétrer. 
En suivant la Tamise vers Westminster, ils aperçoivent un minuscule blockhaus qui pourrait servir d'entrée à l'abri gouvernemental. Peu avant d'entrer, ils aperçoivent un avion survolant la Tamise. En tâtonnant un peu, ils réussissent à entrer dans l'abri gouvernemental. Toutes les personnes qui s'y sont réfugiées sont mortes, tuées et dévorées par les rats. Tous les rats semblent morts d'une épidémie. Culver et le groupe quittent l'abri gouvernemental mais ne tardent pas à être attaqués par des rongeurs survivants. Ils parviennent à s'en sortir en empruntant les conduits d'égout qui les mènent à un abri antiaérien de la Deuxième Guerre mondiale. Presque par hasard, ils parviennent dans l'antre de la Reine Mère des rats, une créature rose à deux têtes adorée par ses sujets. Culver et Fairbank parviennent à la tuer, avant de se remettre à fuir, poursuivis par les rats. Ceux-ci parviennent à dévorer Fairbank. Ellison s'enfuit, mais se perd dans les tunnels, tandis que Kate est sérieusement blessée. Culver, Dealey et Kate parviennent finalement à un escalier qui les mène au-dehors, tout près de la Tamise. Toujours poursuivis par les rats, ils empruntent une embarcation qu'ils poussent vers le milieu du fleuve. Les rats les suivent en nageant et montent sur le bateau. Les survivants sont sauvés grâce à l'arrivée d'hélicoptères militaires qui mitraillent les rats. Culver, Dealey et Kate sont transportés dans les hélicoptères qui les emmènent loin de Londres, devenue l'empire des rats.

## Publications
- James Herbert, Les Rats, l'intégrale de la trilogie. Bragelonne. 2008. 646 p.